# Палаццо Корделлина
Палаццо Корделлина (итал. Palazzo Cordellina) — палаццо (городской дворец) в Виченце, область Венето, северо-восточная Италия, в районе Контра-Риале, построенное в конце XVIII века по проекту венецианского архитектора-палладианца Оттоне Кальдерари.

## История
Дворец построен в палладианском стиле архитектором Оттоне Кальдерари. Первый проект 1774 года был гораздо масштабнее и амбициознее существующего здания, настолько, что должен был простираться до площади Сан-Лоренцо. Заказчиком был венецианский юрист Карло Корделлина, тот же, для которого Джорджо Массари построил в окрестностях Виченцы Виллу Корделлина. Заказчик приобрёл большой участок земли и распорядился снести предыдущие здания, занимаемые орденом иезуитов.
В период с 2007 по 2011 год в Палаццо Корделлина проводились обширные реставрационные работы. Воссоздание фресок продолжалось до конца 2012 года благодаря сотрудничеству со студентами реставрационного курса школы «ENGIM Veneto».
Здание, ныне принадлежащее Гражданской библиотеке Бертолианы (центральнная резиденция которой расположена напротив), используется как культурный центр, где проводятся временные выставки и конференции.

## Архитектура
Фасад палаццо имеет два основных этажа (не считая аттика), разделённых мощным дорическим антаблементом. Полуколонны первого этажа дорического ордера сменяются полуколоннами ионического на втором. Как и во многих зданиях Андреа Палладио, в наличниках окон второго этажа чередуются треугольные и лучковые фронтоны. Окна первого этажа оформлены маскаронами. Во внутреннем дворе имеется двухъярусная лоджия с колоннами того же порядка, что и на фасаде.
Интерьеры украшены скульптурами художников из Виченцы, в том числе бюстом Кальдерари и женской статуей, расположенными в верхней лоджии, работы Джамбаттисты Бендаццоли. Фрески в 1784—1789 годах созданы Паоло Гвидолини и Джироламо Чьезой. Во время Второй мировой войны бомбардировка 18 марта 1945 года уничтожила часть фресок.

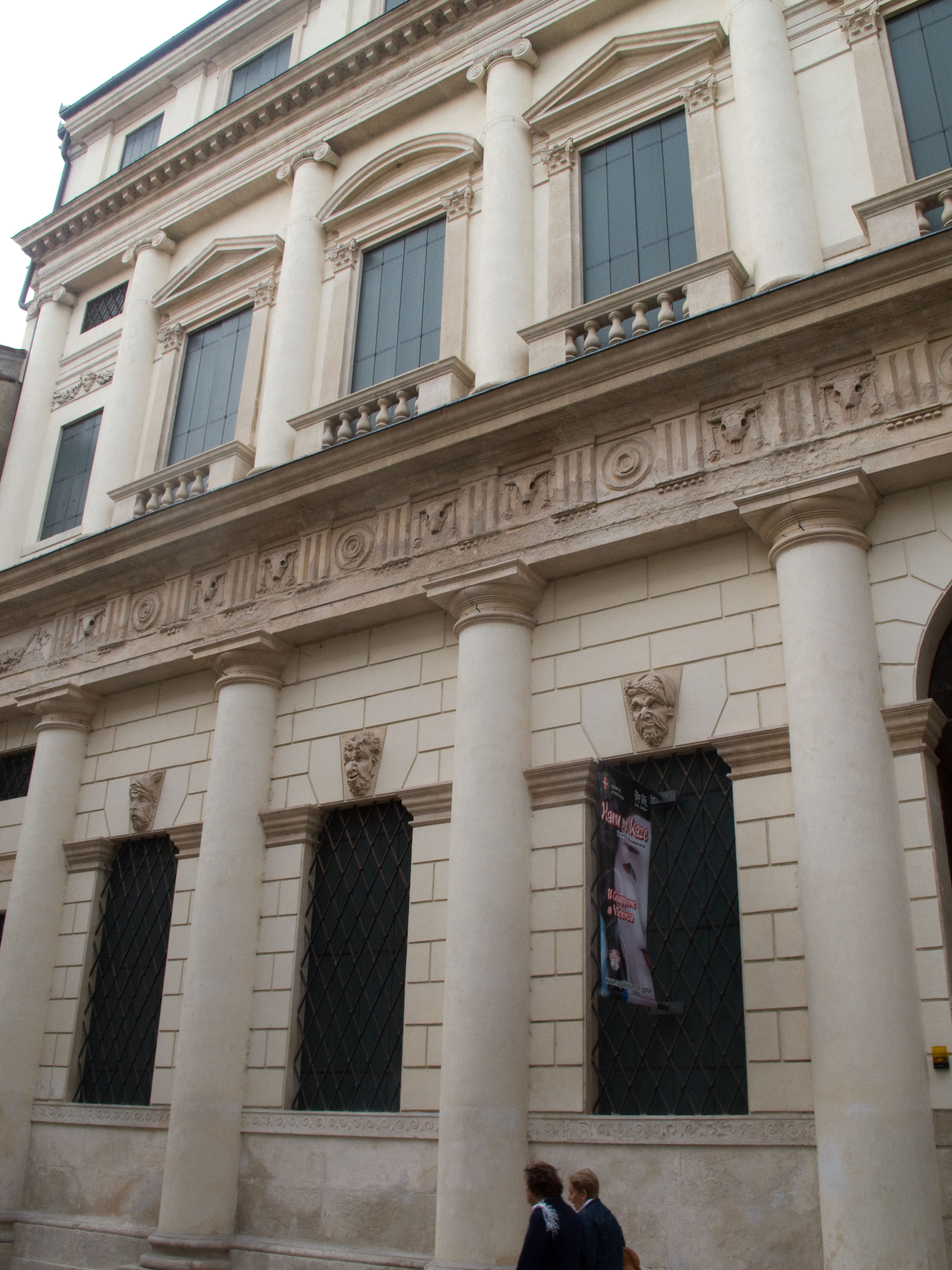
Фасад. Деталь
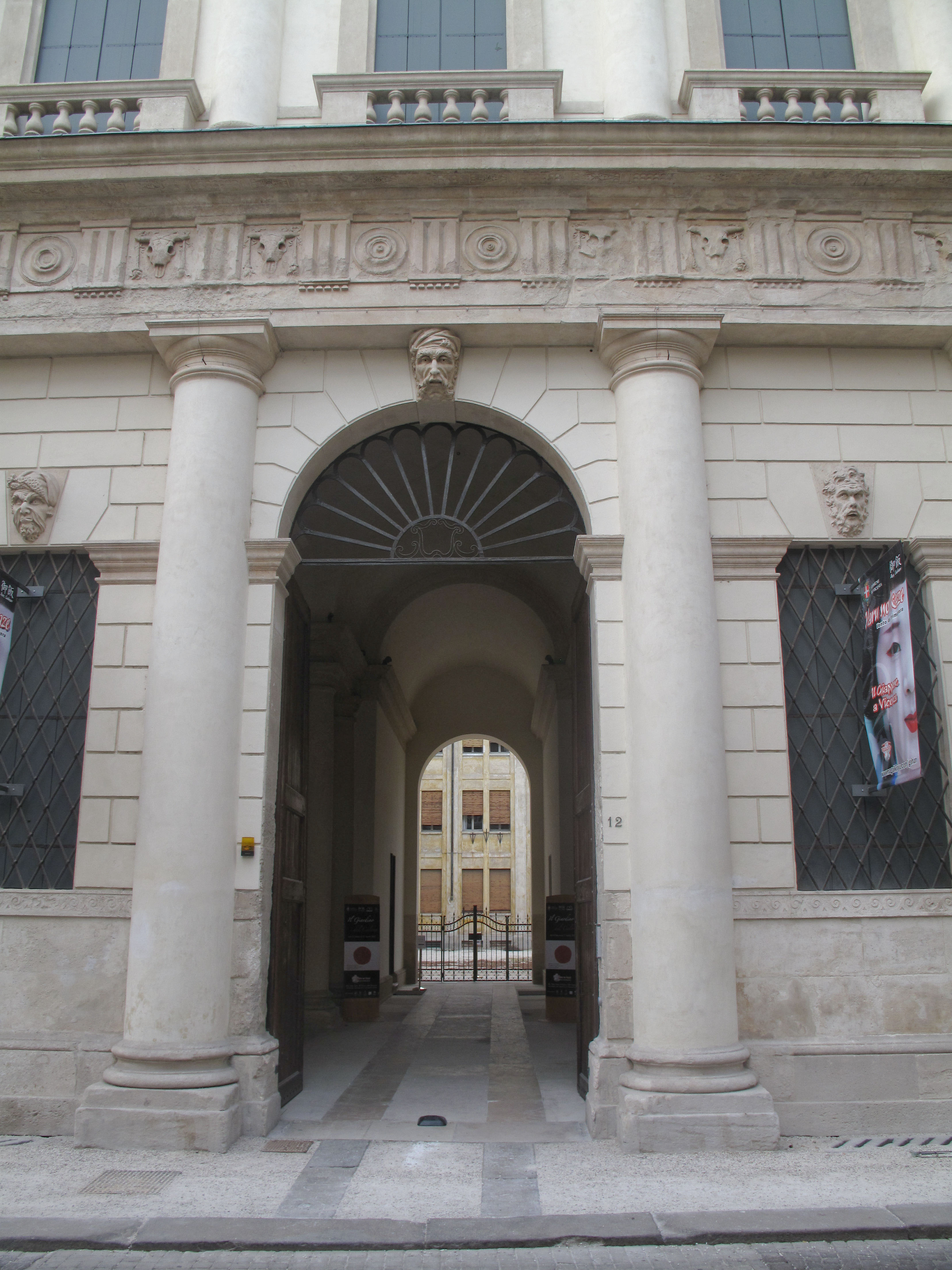
Главный вход
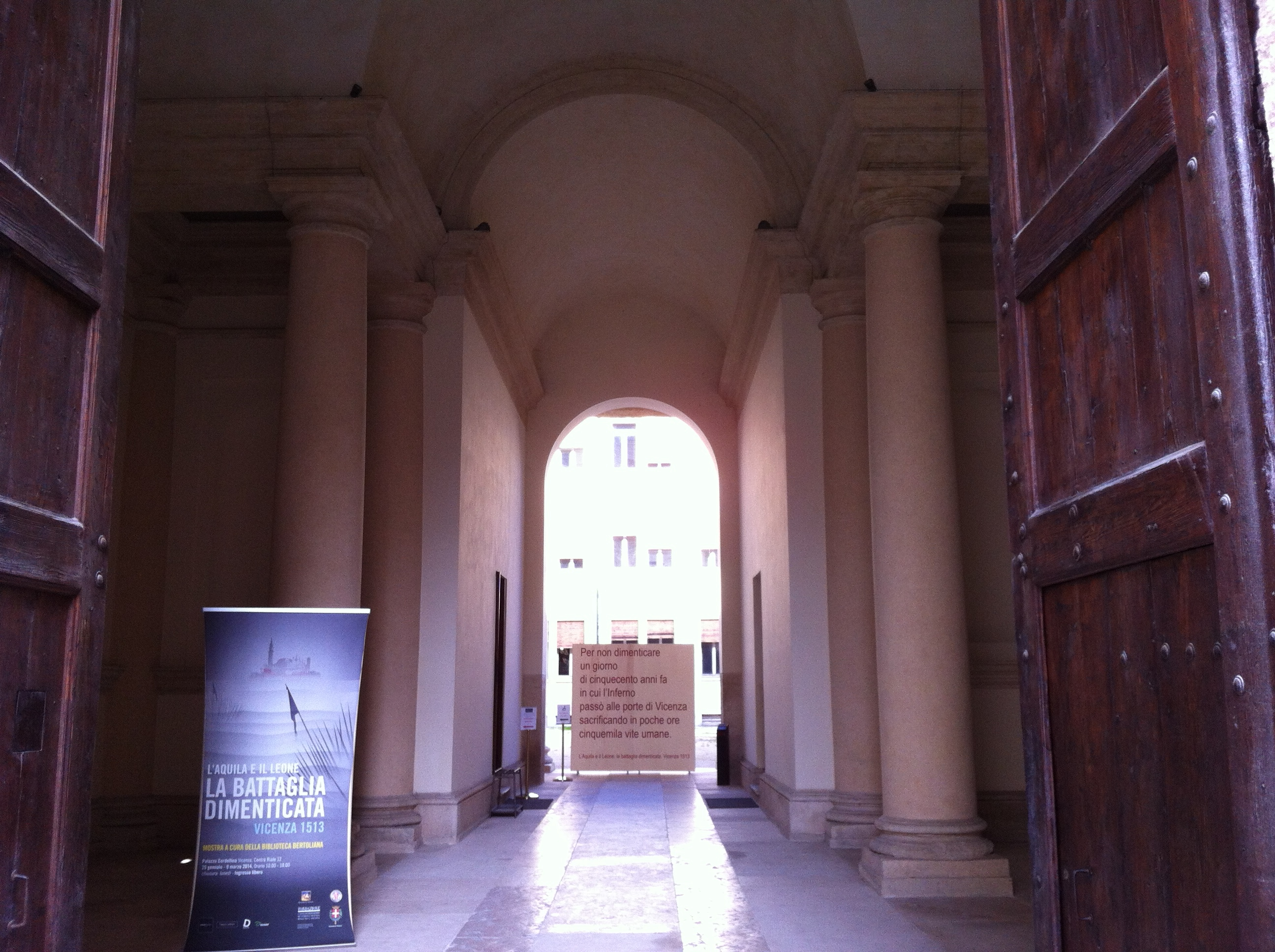
Проход во двор
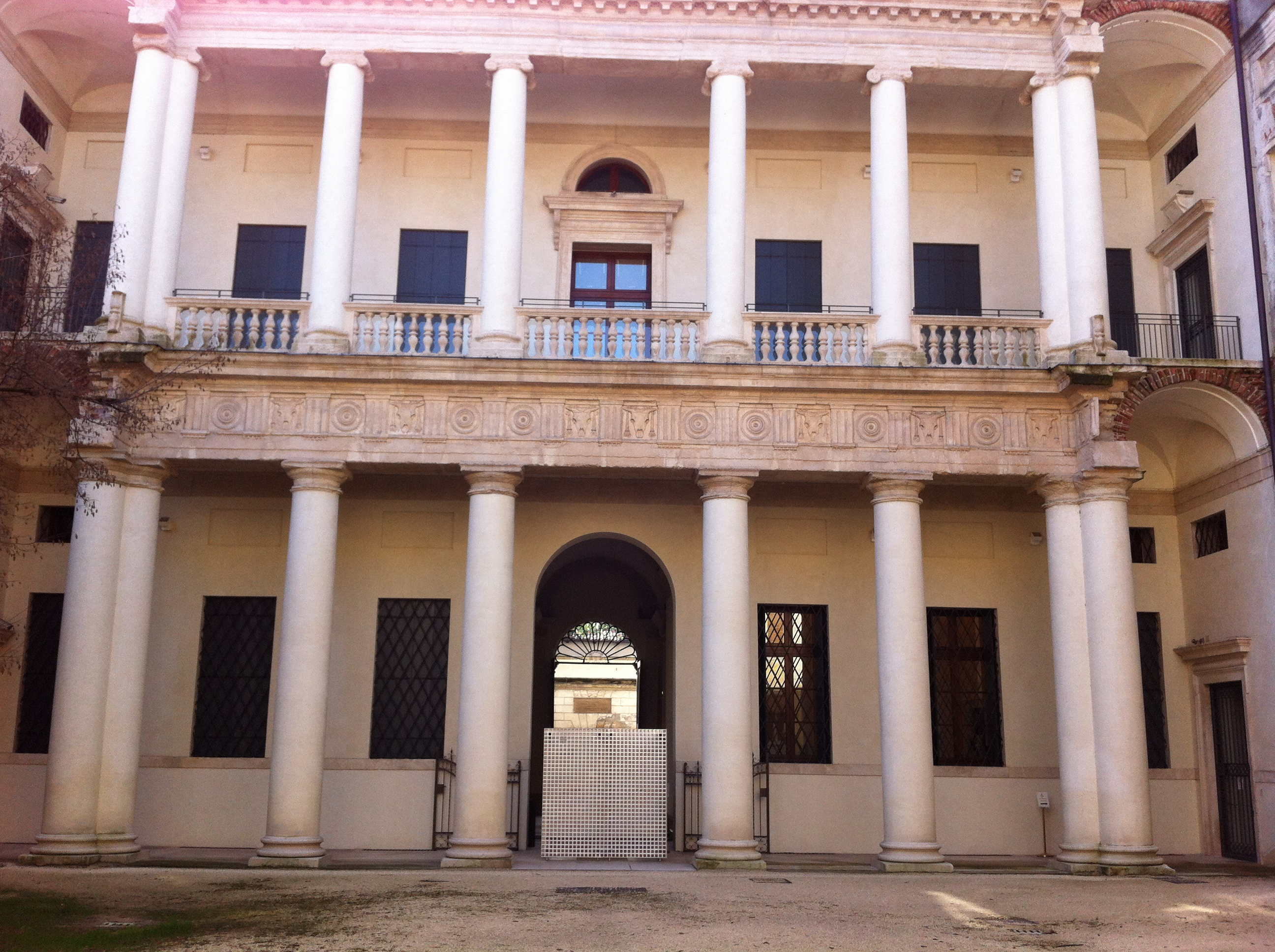
Лоджия двора